# عرف تجاری
عرف تجاری (به لاتین: Lex Mercatoria) عبارتی است، که توسط بازرگانان سراسر اروپا، در قرون وسطا استفاده می‌شد. توسعهٔ عرف تجاری در این دوران، مشابه پدیدآمدن کامن لا در انگلستان، به‌عنوان نظامی از عادات و عمل‌کرد به بهترین شیوه بود، و ضمانت اجرای آن، نظامی از دادگاه‌های تجاری بود، که در مسیرهای عمدهٔ بازرگانی ایجاد شده‌بودند.
عرف تجاری، به‌عنوان قانون بین‌المللی تجارت شناخته می‌شد، و تأکید عمده‌اش بر اصولی چون آزادی قرارداد، به‌رسمیت‌شناختن حق مالکیت، و دوری از تکنیک‌های فنی حقوقی بود. ویژگی مشخص عرف تجاری، اعتماد بازرگانان به نظام حقوقی‌ای بود که خود آن را توسعه داده، و مدیریت می‌کردند.
دولت‌ها و حاکمیت‌های محلی، به‌ندرت در عرف بازرگانان دخالت می‌کردند، و حتی در زمینهٔ تجارت داخلی نیز دخالت آن‌ها در این عرف چندان گسترده نبود. با عرف تجاری بود که تجارت شکوفا شد، و دولت‌ها مقادیر زیادی مالیات دریافت کردند.

## پیشینه
عرف تجاری، در اصل بدنهٔ قواعد و مقرراتی بود، که بازرگانان برای معاملات خود وضع کرده‌بودند، و از قواعد و آدابی که تجار و بازرگانان در اروپا ــ با اندکی تفاوت‌های محلی ــ به‌کار می‌گرفتند تشکیل شده‌بود. این عرف از نیاز به قضاوت فوری و مؤثر، که توسط دادگاه‌های تخصصی اجرا می‌شد، سرچشمه گرفته‌بود. جوهرهٔ هدایت‌کنندهٔ عرف تجاری این بود، که الزاماً از فعالیت‌های تجاری گرفته‌شده‌باشد، به نیازهای بازرگانان پاسخ‌گو باشد، و برای تجّاری که به آن گردن نهاده‌اند، قابل فهم و قابل قبول باشد.
امروزه، حقوق بین‌المللی تجارت، در شماری از اصول اساسی خود مدیون عرف تجاری‌ست، که از آن جمله می‌توان به حق گزینش مؤسسه‌های داوری، رویّه‌ها، قوانین حاکم، داوران مرضی‌الطرفین، و هدف کلیِ بازتاب آداب، شیوه‌های استفاده، و عمل‌کرد مناسب در میان شرکاست.
در قرون وسطا، کالاها و خدمات به‌آسانی جریان می‌یافتند، و همین امر سبب انباشت فراوان ثروت نزد همهٔ بازیگران عرصهٔ تجارت گردید. در این باره بحث است که آیا عرف تجاری در ذات خود یک‌نواخت بود، یا تنها به‌عنوان روشی برای حل اختلافات به‌کار می‌رفت، یا این‌که به‌طور مساوی بر تمام اشخاصی که تابع آن بودند اِعمال می‌شد.
ذکر این نکته نیز خالی از فایده نخواهدبود، که عرف تجاری در دوران پادشاهان محلی و لُردها، که به اخذ مالیات و وضع قواعد محدودکنندهٔ تجارت می‌پرداختند، وسیله‌ای برای تجارت محلی به‌منظور حفظ بازارها نیز محسوب می‌شد.

## اجرا
عرف تجاری، محصول آداب‌ورسوم و رویّه‌های حاکم بین تجّار بود، و اجرای آن به‌وسیلهٔ دادگاه‌های محلی تضمین می‌شد. بازرگانان نیاز داشتند اختلافات خود را به‌سرعت ــ بعضاً در کم‌تر از یک ساعت ــ با کم‌ترین هزینه و به کارآمدترین ابزارها حل کنند، و دادگاه‌های عمومی این امر را تأمین نمی‌کردند؛ دادرسی، سبب به تأخیر افتادن تجارت بازرگانان، و در نتیجه اتلاف سرمایه‌ی‌شان می‌شد. عرف تجاری، دادرسی سریع و اثرگذار را، از طریق دادرسی‌های غیررسمی و رویّه‌های آزادمنشانه تأمین، و با استفاده از مفاهیمی چون قیمت عادلانه، تجارت خوب، و انصاف، اختلافات بازرگانان را قضاوتی شایسته کرد.
قضات، مطابق پیش‌زمینهٔ تجاری، و دانش عملی‌شان برگزیده می‌شدند. اعتبار آن‌ها به ادراک تخصصی‌شان از امور بازرگانی، و ذهن منصف‌شان بود. با این شیوه، به‌تدریج یک دادرسی حرفه‌ای در میان دادگاه‌های تجاری شکل گرفت؛ هرچند، توانایی و اعتبار این دادگاه‌ها و قضات‌شان از دانش‌شان به امور تجاری ناشی می‌شد. این ویژگی، امروزه به‌عنوان معیاری برای انتصاب داوران بین‌المللی نقش مهمی ایفا می‌کند.
عرف تجاری منشأ خود را به این واقعیت مدیون است، که قانون مدنی برای پاسخ‌گویی به نیازهای روبه‌رشد تجارت کافی نیست، و هم‌چنین، این‌که تجارت در دوران پیش از قرون وسطا، عملاً تنها در اختیار کسانی بود، که بازرگانان بین‌المللی نامیده می‌شدند، و خواستار دادرسی‌های فوری و مؤثری بودند، که در دادگاه‌های ویژه برطرف می‌شد؛ مانند دادگاه‌های طلایی در ایتالیا، دادگاه‌های عادلانه در آلمان و فرانسه، و دادگاه‌های عمده و پای‌پَوْدِر در انگلستان.

## مفاهیم حقوقی
عرف تجاری، از روش‌ها و آدابی که میان بازرگانان سراسر اروپا ــ با اندک تفاوت‌هایی در محل‌های گوناگون ــ مشترک بود، تشکیل می‌شد. تشریفات رسمی کم‌تر، به‌معنای سرعت بیش‌تر دادرسی بود؛ به‌ویژه وقتی در جریان دادرسی، اسناد و مدارک مطرح می‌شد.
گذشته از مسائل عملی، عرف تجاری موجب ایجاد «الزام به مکتوب‌کردن» شد، که به‌وسیلهٔ آن، بستانکاران می‌توانستند به‌سادگی مطالبات‌شان را به شخص ثالثی منتقل کنند. الزام به مکتوب‌کردن، جایگزین نیاز به اسناد و مدارک پیچیده شد؛ چون نگاشته‌های بازرگانان، می‌توانست به‌عنوان مدرکی برای اثبات وجود دین، بدون وجود هیچ‌گونه مدرک دیگری نظیر وکالت‌نامه یا قرارداد رسمی فروش، به‌کار رود، و برای انتقال بدهی استفاده شود.
عرف تجاری، هم‌چنین مفهوم خودمختاری شراکت را تقویت کرد؛ به این ترتیب که، مطابق این عرف، هریک از شرکا آزاد بودند انتخاب کنند کدام اختلاف‌شان را نزد دادگاه ببرند، کدام مدرک را برای دادرسی ارسال کنند، و اساساً کدام قانون بر روابط‌شان حکم‌فرما باشد.

## پذیرش
عرف تجاری، در اواخر قرون وسطا، تا حدود زیادی به‌واسطهٔ تصویب قوانین تجارت ملی، از جایگاه خود به‌عنوان یک نظام جهانی و بین‌المللی دادرسی تجاری تنزل کرد. این افت، هم‌چنین به روند روبه‌رشد اصلاح آداب محلی برای حفاظت از منافع بازرگانان محلی مربوط است. نتیجهٔ اصلی جایگزینی عرف تجاری با قوانین تجارت ملی، ازبین‌رفتن خودمختاری دادگاه‌های تجاری به‌وسیلهٔ محاکم دولتی بود، و مهم‌ترین دلیل آن، حفاظت از منافع ملی کشورها بود.
ملی‌کردن عرف تجاری، به رویّه‌های بازرگانان یا مبادلات تجاری فرامرزی آنان بی‌توجه نبود؛ برخی مؤسسات کماکان به کار خود ادامه می‌دادند، قضات دولتی ــ این‌بار به‌عنوان داوران تجاری ــ با توجه به تخصص تجاری‌شان منصوب می‌شدند. مجموعهٔ این موارد به‌روشنی نشان می‌دهد، که حقوق بازرگانان ریشه‌کن نشد، صرفاً مدون گردید؛ قوانین ملی با توجه به اصول وضع‌شده توسط رویّه‌های تجاری ساخته شد، که تا حدود زیادی به‌وسیلهٔ قواعد معتبر عرف تجاری تجسم یافته‌بودند. به‌عنوان مثال، قانون تجارت در فرانسه در سال ۱۸۰۷ تصویب شد، و در آن، قواعد عرف تجاری دربارهٔ تنظیم رسمی، کارکرد، و فسخ قراردادها حفظ شد.
به این ترتیب، دولت‌های ملی عرف تجاری را در قوانین خود بازسازی کردند.

## حقوق بین‌المللی تجارت و داوری
احکام عرف تجاری، در حقوق بین‌المللی تجارت نیز مورد تأکید قرار گرفت؛ موانع تجاری ملی از میان برداشته‌شدند تا زمینهٔ تجارت تسهیل شود. حقوق جدید تجارت، بر عمل‌کرد تجاری در جهت حفظ کارایی بازار، و حریم خصوصی فعالان آن استوار است، که همه در قواعد عرف تجاری ریشه دارند. روش‌های حل اختلاف نیز تکامل یافته، و روش‌های عمل‌کردی مانند داوری بین‌المللی تجاری در حال حاضر در دست‌رس است. اصول عرف تجاری قرون وسطا ــ کارآمدی، خودمختاری شریک، و حق انتخاب داور ــ کماکان اجرا می‌شود، و داوران عمدتاً قضاوتی مبتنی بر عرف و عادت بازرگانان ارائه می‌کنند.
به این وسیله، می‌توان گفت حقوق داخلی تجارت، یک هستهٔ عظیم از حقوق بین‌المللی تجارت را احاطه کرده‌است.

## امروز و فردای حقوق تجارت
به‌طور خلاصه، به‌نظر می‌رسد دولت‌های ملی تاحدودی عرف تجاری را چندپاره کرده‌اند، اما این عرف کماکان از نابودی به‌دور است. منافع محلی در قرون وسطا پیروز شدند، همان‌گونه که امروز منافع ملی چنین‌اند.
با این حال، نسخهٔ امروزی عرف تجاری، به‌عنوان یک حقوق در حال رشد، مشغول حل اختلافات در فضای مجازی‌ست. تاجران اینترنتی، سریع‌ترین رشد تجارت را در تاریخ داشته‌اند. شرکای اینترنتی می‌توانند اختلافات بر سر نام دامنهٔ خود را، به‌سرعت و در اسرع وقت، به‌صورت برخط حل کنند. در یک دادگاه مجازی، اسناد به‌صورت برخط طبقه‌بندی و رسیدگی می‌شوند، دلایل و اَمارات به‌صورت برخط اقامه می‌شوند، و احکام به‌صورت برخط صادر می‌شوند ــ چالش‌هایی که تاکنون وجود نداشته‌اند. عرف تجاری، چه در قرون وسطا، چه در دوران معاصر، و چه در فضای مجازی، با مسائل مشابهی در رابطه با الزام به اجرا روبه‌روست؛ بازرگانان مشکلات را نوعاً متفاوت حل کرده‌اند، اما واکنش بازار، درهرحال همراه با این انگیزهٔ اصلی بوده، که با آنچه متداول است، مطابقت کند.
به‌علاوه، عرف تجاری گاه برای حل اختلافات بین‌المللی میان مؤسسات تجاری مورد استفاده قرار می‌گیرد. این اختلافات، عمدتاً توسط داورانی مورد رسیدگی قرار می‌گیرند، که صراحتاً یا ضمناً، مجاز شده‌اند برای فصل خصومت اصول عرف تجاری را اِعمال کنند. با توجه به این امر، برخی حقوق‌دانان فرض کرده‌اند مجموعه‌ای کامل از اصول حقوقی به‌نام «عرف تجاری» در حقوق بین‌المللی یا فراملی تجارت وجود دارد. تازه‌ترین مجموعهٔ این قواعد، که دائماً در حال به‌روزرسانی‌ست، اصول عرف فراملی نام دارد، که توسط پروفسور کلاوس پیتر برگر از دانش‌گاه کُلن، و مرکز او برای حقوق فراملی، گردآوری و طبقه‌بندی می‌شود.
آنچه امروز از احکام عرف تجاری باقی‌مانده، اعتقاد به خودسازمان‌یابی صلاحیت‌دار از سوی بازرگانان، و مخالفت با تاخت‌زدن کارآمدی رویّه‌های تجاری، با تحدیدات دولتی‌ست.